# Passante ferroviario di Palermo
Il passante ferroviario di Palermo è una linea ferroviaria che passa prevalentemente sotto il centro urbano della città di Palermo, congiungendo le linee provenienti linea ferroviaria Palermo-Trapani andando a confluire a sud nella ferrovia Palermo-Messina.

## Il progetto di sviluppo
Il passante si estende dalla fermata del quartiere Roccella-Acqua dei Corsari, all'estrema periferia sud-est della città, fino all'aeroporto di Palermo per un'estensione totale di circa 37 km, di cui 20 km all'interno dell'area urbana, tagliando in orizzontale buona parte dell'area metropolitana di Palermo.
Nei 30 km del tratto compreso tra Roccella e Carini sono inseriti i lavori più importanti di ammodernamento (raddoppio, nuove stazioni e interramento): il progetto definitivo prevede 22 fermate, alcune delle quali già in uso e altre in costruzione e l'interramento di 7 km di linea.
Le stazioni (il simbolo  indica le fermate all'interno dell'area comunale di Palermo, mentre il simbolo  indica i cantieri aperti) sono:
- Roccella
- Brancaccio
- Maredolce
- Palermo Centrale (ampliata nell'ambito del progetto Grandi Stazioni)
- Guadagna
- Vespri
- Palazzo Reale-Orleans
- Papireto (In costruzione)
- Lolli
- Notarbartolo (ampliata nell'ambito del progetto Centostazioni)
- Lazio (In costruzione)
- De Gasperi
- Francia
- San Lorenzo
- La Malfa
- Cardillo
- Tommaso Natale
- Sferracavallo
- Isola delle Femmine
- Capaci
- Carini-Torre Ciachea (Carini)
- Carini
- Piraineto (Carini)
- Orsa (Cinisi)
- Palermo Aeroporto (Cinisi)

## Percorso
|  |  | Continuation backward |

|  | Urban head station + Unknown route-map component "HUBaq" | Stop on track + Unknown route-map component "HUBeq" |  |  |

|  | Unknown route-map component "uCONTf" | Stop on track |  |  |

|  |  | Unknown route-map component "KRWgl" | Unknown route-map component "KRW+r" |  |

|  |  | Straight track | Small non-passenger station on track |  |

|  |  | Unknown route-map component "ABZg+l" | Unknown route-map component "ABZg+r" |  |

|  |  | Straight track | Unknown route-map component "tSTRa" |  |

|  |  | Straight track | Unknown route-map component "tHST" |  |

|  | Unknown route-map component "uCONTg" | Straight track | Unknown route-map component "tSTRe" |  |

|  | Unknown route-map component "uhKRZWae" | Unknown route-map component "hKRZWae" | Unknown route-map component "hKRZWae" |  |

|  | Urban End station + Unknown route-map component "HUBaq" | End station + Unknown route-map component "HUBeq" | Unknown route-map component "tSTRa" |  |

|  |  |  | Unknown route-map component "tHST" |

|  |  |  | Unknown route-map component "tHST" |

|  |  |  | Unknown route-map component "etHST" |

| Unknown route-map component "extSTR+l" | Unknown route-map component "extHSTq" | Unknown route-map component "extSTR+r" | Unknown route-map component "tHST" |  |

| Unknown route-map component "extHST" |  | Unknown route-map component "extHST" | Unknown route-map component "tSTR" |  |

| Unknown route-map component "extSTRe" |  | Unknown route-map component "extSTRe" | Unknown route-map component "tSTRe" |  |

| Unknown route-map component "exSTR" | Unknown route-map component "uSTR+l" | Unknown route-map component "xmKRZhl" | Unknown route-map component "mKRZhr" | Unknown route-map component "uCONTfq" |

| Unknown route-map component "KHSTxa" | Urban End station + Unknown route-map component "HUBaq" | Unknown route-map component "KBHFxa-L" + Unknown route-map component "HUBq" | Unknown route-map component "BHF-R" + Unknown route-map component "HUBeq" |  |

| Stop on track |  | Unknown route-map component "tSTRa" | Unknown route-map component "tSTRa" |  |

| Straight track |  | Unknown route-map component "tSTR" | Unknown route-map component "etHST" |  |

| Stop on track |  | Unknown route-map component "tHST" | Unknown route-map component "tSTR" |  |

| One way leftward | Unknown route-map component "tSTRaq" | Unknown route-map component "tSTRr" | Unknown route-map component "tHST" |  |

|  |  |  | Unknown route-map component "tSTRe" |

|  |  |  | Stop on track |

|  |  |  | Stop on track |

|  |  |  | Stop on track |

|  |  |  | Stop on track |

|  |  |  | Stop on track |

|  |  |  | Stop on track |

|  |  |  | Enter and exit short tunnel |

|  |  |  | Stop on track |

|  |  |  | Unknown route-map component "tSTRa" |

|  |  |  | Unknown route-map component "tHST" |

|  |  |  | Unknown route-map component "tSTRe" |

|  |  |  | Stop on track |

|  |  |  | Stop on track |

|  |  |  | Unknown route-map component "tSTRa" |

|  |  |  | Unknown route-map component "tSTRe" |

|  |  |  | Unknown route-map component "SPLa" |

|  |  |  | Unknown route-map component "vBHF" |

|  |  | Unknown route-map component "STR+l" | Unknown route-map component "vSTRr-STR" |  |

|  |  | Enter and exit tunnel | Unknown route-map component "SHI1+l" |  |

|  |  | Stop on track + Unknown route-map component "PORTALf" | Straight track |  |

|  |  | Unknown route-map component "tKBHFe" | Straight track |  |

|  |  |  | Continuation forward |

## Storia

### Antefatti
A partire dalla metà degli anni settanta e fino all'inizio del XXI secolo, la rete ferroviaria di Palermo fu oggetto di profondo rinnovamento. Nel 1975 venne istituita la stazione Notarbartolo, mentre nei primi anni novanta, il 26 maggio 1990, in occasione del campionato del mondo 1990, si inaugurò il servizio ferroviario metropolitano di Palermo sulla tratta da Palermo Centrale a Giachery. Questo segnò l'inizio di una serie di modifiche infrastrutturali sulla linea per Trapani con la Stazione Centrale che fu collegata in modo diretto all'Aeroporto di Palermo-Punta Raisi nel 2001.
Concluso il collegamento con l’aeroporto, che nel tratto finale presentava il doppio binario, emerse la necessità di potenziare ulteriormente l’infrastruttura, migliorando la mobilità del capoluogo siciliano tramite il raddoppio dei binari e l’ammodernamento delle stazioni esistenti, tramite un nuovo passante ferroviario.
Dopo un lungo contenzioso di circa sei anni tra la RFI e lo Stato Italiano per la copertura finanziaria, il 22 febbraio 2008 i lavori ebbero inizio con una cerimonia inaugurale alla quale presenziarono il Ministro delle Infrastrutture Antonio Di Pietro e l'amministratore delegato delle Ferrovie dello Stato Mauro Moretti. Il progetto coinvolgeva una tratta di circa 30 km, da Roccella-Acqua dei Corsari a Carini, prevedendo l’interramento di diversi tratti, il raddoppio dei binari, la soppressione di 22 passaggi a livello e la costruzione di dieci nuove fermate, il tutto organizzato in tre aree di intervento: Tratta A, B e C. 

### Tratta A
La Tratta A interessò il tratto Roccella-Notarbartolo, con l'apertura di quattro nuove stazioni e l’ammodernamento di quelle già esistenti.
I lavori iniziali si concentrarono tra le stazioni di Palermo Centrale e Brancaccio, includendo l’installazione di un apparato centrale computerizzato (ACC) e la costruzione delle stazioni di Maredolce e Guadagna.
La linea tra Stazione Centrale a Notarbartolo rimase chiusa al pubblico dal 4 ottobre 2010 al 16 gennaio 2012 per consentire l'interramento della stazione Vespri e la costruzione della fermata a banchina unica tra il Policlinico Universitario e l'Ospedale Civico, permettendo la conseguente chiusura del passaggio a livello di Via del Vespro. Contestualmente, venne adattata la galleria Re Federico a un binario unico nel tratto tra Palazzo Reale-Orleans e Notarbartolo, prevedendo il passaggio al livello inferiore della futura galleria dispari "Imera-Lolli" in corrispondenza del manufatto della stazione Papireto.

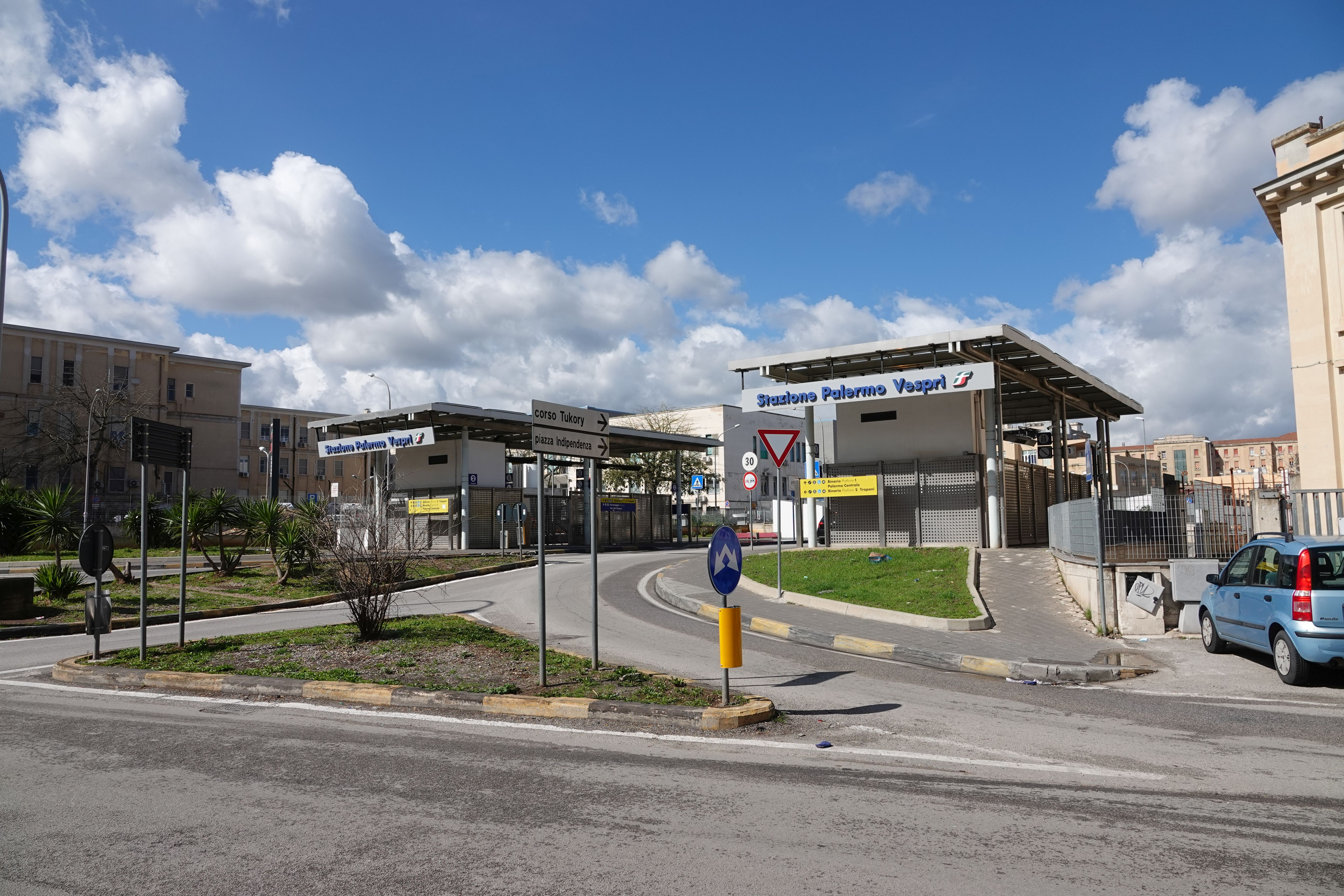
La stazione di Palermo Vespri dopo l'interramento del 2012.

Alla riapertura del servizio, nel 2012, si sarebbe dovuto completare anche il raddoppio dei binari interrati da Orleans a Notarbartolo, ma problemi infrastrutturali ritardarono i lavori.
Infatti, la galleria Imera-Lolli, che fu progettata per far fronte all'impossibilità di ampliare la galleria sotto Via Re Federico, fu colpita da imprevisti idrogeologici, in particolare il ritrovamento di un canale d’acqua, che causò danni strutturali agli edifici in vicolo Bernava (all'altezza della fermata Papireto), bloccando i lavori. Le palazzine a rischio vennero espropriate e successivamente demolite.
Tra il 2015 e il 2016, alcune parti della Tratta A furono completate: il 19 dicembre 2015 venne attivato l’ACC a Palermo Centrale, ampliando il raggio delle curve tra Centrale e Bivio Oreto per incrementare la velocità di arrivo a 60 km/h; la stazione Brancaccio venne formalmente incorporata nel complesso della Stazione Centrale. Il 16 febbraio 2016, alla presenza del Ministro delle Infrastrutture Graziano Delrio, vennero inaugurate le fermate Maredolce, Guadagna e Lolli. Nel frattempo, la ditta Sis bloccò i lavori sulla galleria Imera-Lolli, chiedendo la rescissione del contratto a causa di extra costi e dispute legali con RFI. Nel 2022 e nel 2023 furono bandite due gare per il completamento della galleria Orleans-Notarbartolo, della fermata Papireto e il restyling della fermata Lolli, ma entrambe andarono deserte; un ulteriore tentativo all’inizio del 2024 ebbe lo stesso esito.

### Tratta B
La Tratta B interessò il tratto da Notarbartolo alla nuova stazione La Malfa. Inizialmente, il progetto prevedeva il raddoppio della galleria Notarbartolo-Belgio tramite tecnica "taglia-e-copri", ma per ridurre i disagi, il comune richiese e ottenne una variante con l’uso di una fresa meccanica. Questo comportò ritardi e il progetto finale venne approvato solo il 16 maggio 2011 dopo un lungo iter. I lavori iniziarono il 7 ottobre 2013 con un progetto finale che prevedeva la costruzione della galleria Notarbartolo, profonda, per il binario dispari e l'adattamento della galleria esistente "Malaspina" per il binario pari, che avrebbe collegato le nuove fermate Lazio, Belgio-De Gasperi e La Malfa, affiancate dalle esistenti Francia e San Lorenzo, da interrare.

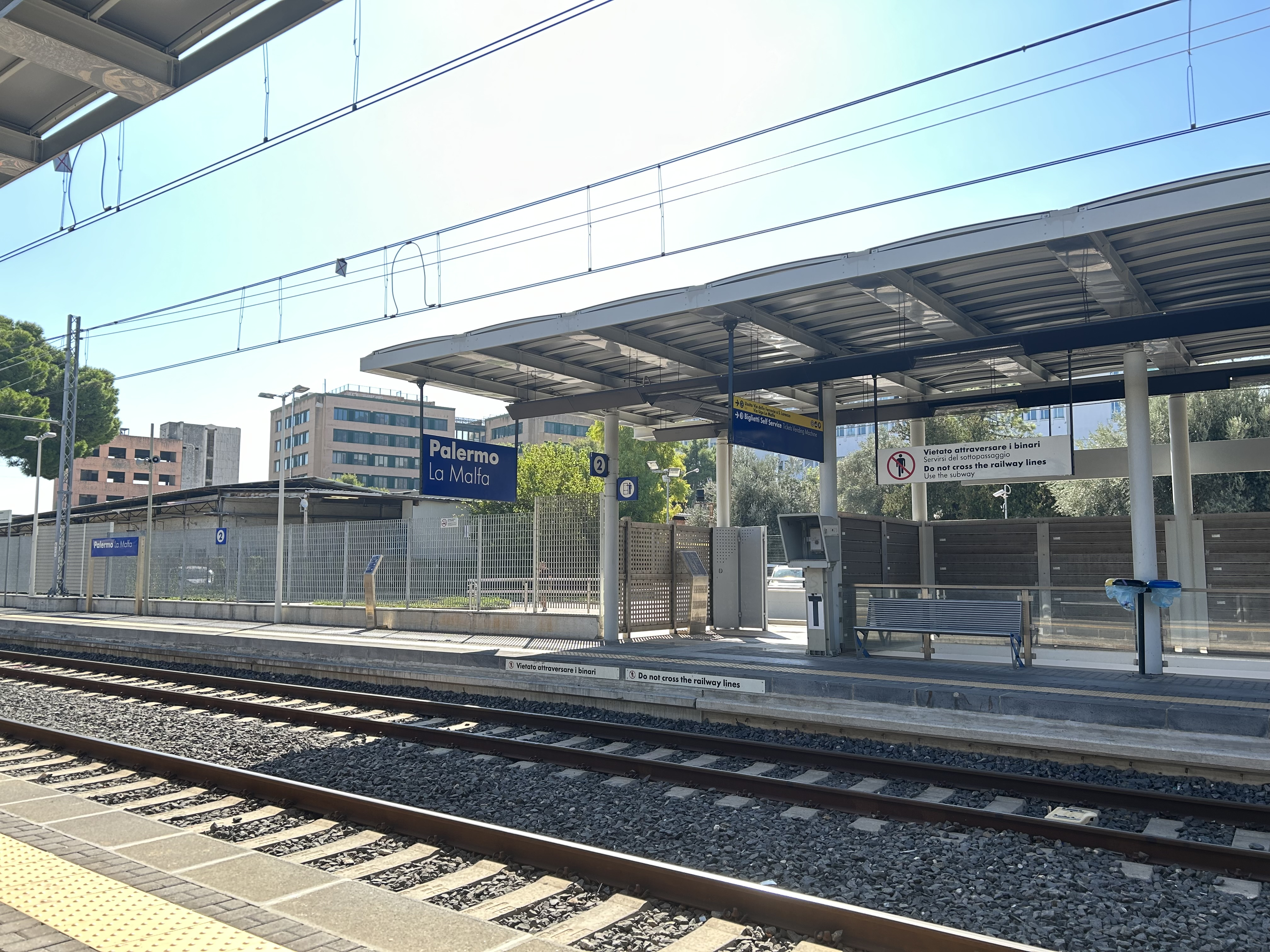
La nuova fermata La Malfa.

Dal 29 giugno 2015, la chiusura della tratta da Notarbartolo a Piraineto permise di accelerare i lavori, portando nel 2018 alla riattivazione delle stazioni interrate di Francia e San Lorenzo e all'inaugurazione della nuova fermata La Malfa. La riattivazione del passante ferroviario avvenne ufficialmente il 7 agosto 2018, e il servizio pubblico riprese il 7 ottobre 2018, con il primo treno sulla tratta Palermo Centrale-Punta Raisi.
Nel settembre 2018, venne anche abbattuto l’ultimo diaframma della nuova galleria dispari Notarbartolo, anche se la rescissione del contratto tra l'appaltatore e RFI comportò il completamento solo nel 2022, e l’apertura al pubblico a luglio 2023. 
La riapertura delle linea non costituì la fine dei lavori della Tratta B visti i cantieri aperti ancora per la costruzione delle stazioni Lazio e De Gasperi. Nel maggio 2023, dunque, la Manelli Impresa ottenne la gara per completare la fermata Lazio, situata tra Notarbartolo e la nuova fermata De Gasperi, inaugurata ufficialmente nel luglio 2024.

### Tratta C
La Tratta C comprendeva il tratto La Malfa e Carini, l'ultimo segmento ancora elevato e privo di doppio binario. I lavori avrebbero dovuto concludersi entro il 2012, ma vari problemi fecero slittare la consegna inizialmente al 2015, data in cui i lavori ebbero però un'accelerata vista la contemporanea chiusura dell'intera tratta da Notarbartolo a Piraineto per il completamento anche della Tratta B.
Il progetto della tratta C prevedeva la rimozione del vecchio tracciato storico e l’interramento parziale dei binari. La fermata Tommaso Natale venne interrata con due tratti in galleria artificiale; venne costruita la nuova fermata di Sferracavallo e rinnovata quella esistente a Isola delle Femmine; a Capaci, una nuova stazione in galleria al di sotto della via Kennedy sostituì quella preesistente, situata in un'altra zona. A Carini, i lavori coinvolsero la zona industriale e la fermata Torre Ciachea fu modernizzata con nuove banchine e un sottopasso, completando il raddoppio dei binari fino alla stazione di Carini.

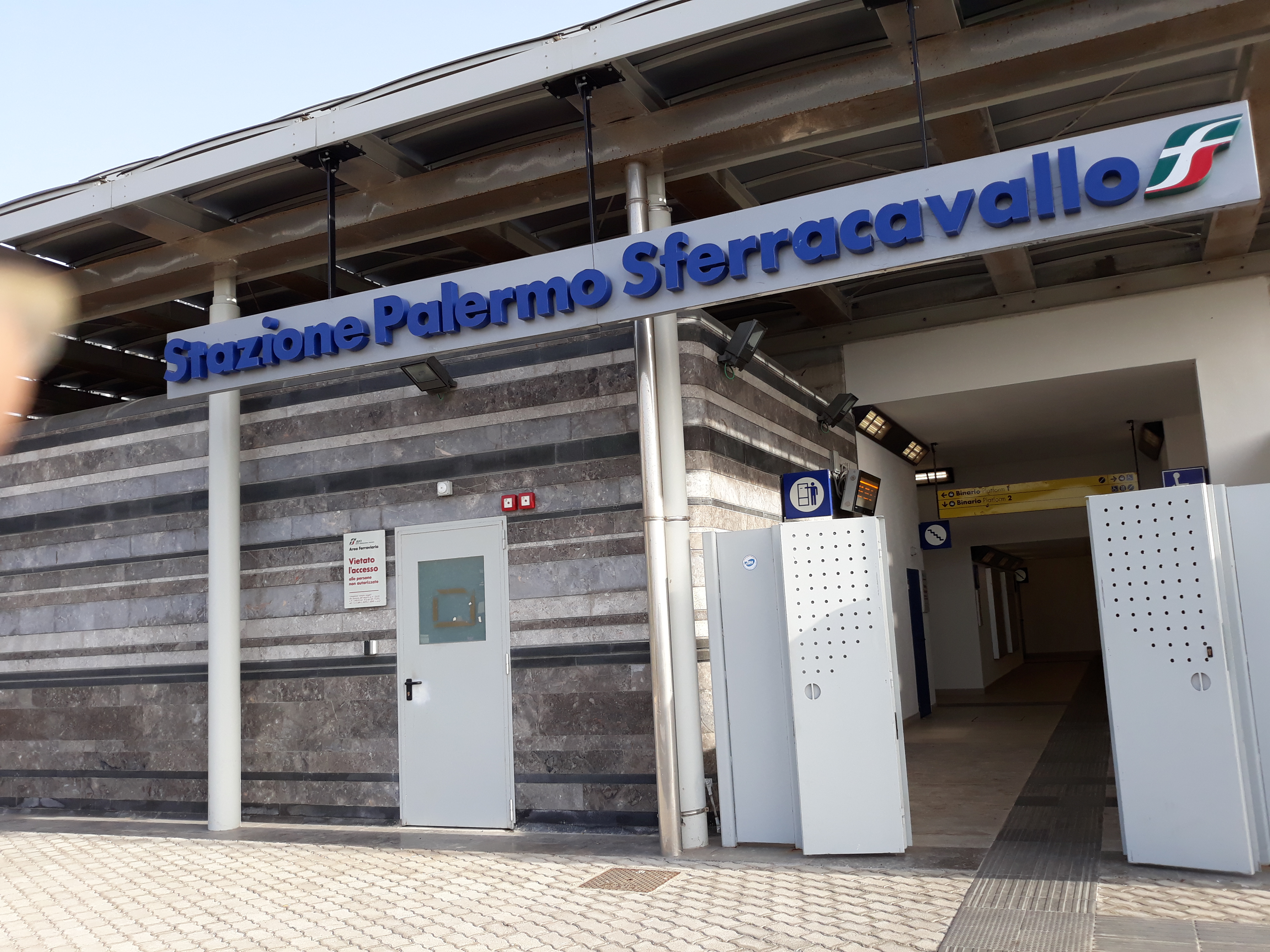
La nuova stazione di Palermo Sferracavallo.

Il 7 ottobre 2018, la tratta riaprì al pubblico in corrispondenza dell'avvio ufficiale dell'intero passante ferroviario, sebbene la stazione di Capaci risultasse non costruita. Nel febbraio 2019, l'appalto per la costruzione della stazione di Capaci venne assegnato all'associazione temporanea d'imprese Cogen Srl, Vi.D.R. Srl ed Eurofer Costruzioni, alla presenza del sindaco di Capaci Pietro Puccio, dell'assessore Marco Falcone e del responsabile dei lavori per RFI, Filippo Palazzo. La stazione fu inaugurata ufficialmente nel 2021, decretando la conclusione dei lavori sulla Tratta C.